# سارمن
آرمناک سارگسیان (به ارمنی: Արմենակ Սարգսի Սարգսյան) با نام ادبی سارمن (به ارمنی: Սարմեն) (زاده یکم مارس ۱۹۰۱ در پاخوانتس از توابع رشتونیک در ارمنستان غربی - وفات ۱۷ فوریه ۱۹۸۴ در ایروان)، شاعر، نویسنده ارمنی بود.

## زندگی‌نامه
پس از نسل‌کشی ارمنیان که پدر و مادرش کشته شدند، با خواهرش به ارمنستان روسیه مهاجرت کردند. کودکی و نوجوانی را در یتیم‌خانه سپری کرد. در سال ۱۹۳۲ میلادی از دانشگاه دولتی ایروان در رشته تاریخ و ادبیات فارغ‌التحصیل شد و پس از آن همه زندگی اش را صرف ادبیات ارمنی کرد. شعرهای او در ۳۰ کتاب گوناگون چاپ و منتشر شده است و بسیاری از آن‌ها به صورت ترانه اجرا گردیده‌است.

## شعری از سارمن به نام (غزلی برای کودکی ام)
| چگونه فراموشت کنم؟ ای کودکی نازنین من!                                 |  | چگونه فراموشت کنم؟ تو را که به دردها انباشتی جانم را  |
| نشکفته هنوز، پژمردی و چو کودکی یتیم افسردی                             |  | چگونه فراموشت کنم؟ ای حسرتناک آتش شادی‌ها              |
| نه قایم باشک بازی کردی، نه پروانه دیدی، نه گل                          |  | چگونه فراموشت کنم؟ ای قناری رانده از تگرگ من          |
| جاودانه حسرتناک چشم هائی ماندی که بر تو خنده زنند                      |  | چگونه فراموشت کنم؟ ای مهر مادر ندیده هنوز             |
| توفان‌ها بر تو توفیدند، گرسنه شاد ماندی                                 |  | چگونه فراموشت کنم؟ ای زخم خورده از شمشیرهای درد       |
| اکنون که در چشم‌های نازنین کودک خود می‌نگرم                              |  | پیوسته تو را در برابر خود می‌بینم، چگونه فراموشت کنمت؟ |
| دلم می‌خواست در این روزهای نورآذین باز می جستمت                         |  | و خورشیدها به تو می‌دادم ای نازنین من                  |
| دلم می‌خواست، اما، آه، افسوس، می‌دانم هرگز تو به دیگر بار باز نحواهی آمد |  | چگونه فراموشت کنم؟ ای کودکی نازنین من!                |